# Дискомалярия
«Дискомалярия» — второй студийный альбом белорусского рэп-исполнителя Серёги, выпущенный в декабре 2005 года на лейбле Real Records.
На пластинке произошёл переход Серёги от уличной тематики песен в сторону более «дорогого» хип-хопа. Сменился как внешний вид (костюмчики с иголочки, массивные цепи), так и исполнение (ленивая размеренная читка, другая тематика песен).

## История создания
Альбом записывался в Германии, часть битов прибыла из Америки. Тем самым результатом стал высокий уровень записи и актуальное звучание.

## Список композиций

### Обычное издание
1. Intro — 0:42
2. Мурка — 4:35
3. Барбекю — 3:12
4. Летняя песня — 3:43
5. Дискомалярия — 3:52
6. Возле дома твоего — 3:26
7. Слей сироп — 3:23
8. Спортивные частушки — 3:14
9. Соня Эриксон — 3:36
10. Джинсы — 2:47
11. Для чего парнишке кепка — 3:48

### Переиздание
1. Дискомалярия (feat. Eveleena) (Gilmano Club Mix)
2. Барбекю (Clowning Mix)
3. Летняя песня (feat. Макс Лоренс)
4. Мел судьбы или песня Тамерлана
5. Мой бит (feat. Der Seidler)
6. Возле дома твоего (feat. Макс Лоренс, Сацура)
7. Слей сироп (Gilmano Redlounge Mix)
8. 1000000 $
9. Спортивные частушки
10. Мурка (Gilmano RMX)
11. Суперботаник
12. Джинсы
13. Fly Guy
14. Старошкольник (feat. Сацура)
15. In Da City (feat. Culcha Candela)
16. Соня Эриксон
17. Для чего парнишке кепка
18. Mr. Perfect (feat. Rapturous)

## Переиздание
В 2006 году лейбл Real Records выпустил переиздание альбома. Пластинка вышла под названием «Дикомалярия. Большая порция», на ней было 4 ремикса и 8 неизданых ранее песен.

## Оценки
Вместе с переборами шестиструнной гитары из песен исчезло «дворовое» очарование, экспрессия хриплой пацанской читки с постсоветских рабочих окраин сменилась меланхолией бывалого темнокожего гангста-рэпера, знакомой по трекам исполнителя по имени 50 Cent. Но самое прискорбное — песни Сереги перестали быть историями из жизни. На «Дискомалярии» не найти ничего подобного историям про Леху Финта или про слесаря шестого разряда, а когда вспоминаешь гимн болельщиков футбольного клуба «Спартак» с первого альбома, кажется, что «Дискомалярию» записывал вообще другой человек. Единственное светлое место — «Летняя песня», грустный рассказ о том, как продюсер требует от хитмейкера-ремесленника Сереги сочинить сезонный хит. Однако, сконцентрировавшись на темах вроде «Для чего парнишке кепка», Серега, ещё недавно считавшийся альтернативой Децлу в русском хип-хопе, непозволительно близко подобрался к «поляне» последнего.
— Борис Барабанов

От русского фолка в песнях Сереги не осталось ничего, от «блатняка» — лишь вариации «Мурки» и реминисценции из «Места-встречи-изменить-нельзы», зато актуальный американский опыт по скрещиванию рэпа с коммерческим R&B музыкант сумел перенести на отечественную почву с минимальными потерями. Благодаря каналу MTV любителей подобных приемов у нас должно быть достаточно, а для менее рэполюбивых слушателей Серега припас почти попсовые, но при этом смешные, треки «Возле дома твоего» и «Летняя песня».
— Алексей Мажаев

## Видео
На композиции с альбома были сняты видеоклипы:
- «Дискомалярия»
- «Возле дома твоего»
- «1000000 $»
- «Мел судьбы, или песня Тамерлана»